# Lou Hudson (hockeista su ghiaccio)
Henry Dewey Louis Hudson, detto Lou (Thamesville, 16 maggio 1898 – 24 giugno 1975), è stato un hockeista su ghiaccio canadese.

## Palmarès

### Olimpiadi invernali
- Oro a Chamonix-Mont-Blanc 1924 nell'hockey su ghiaccio.
- Oro a Sankt Moritz 1928 nell'hockey su ghiaccio.